# Šport u 1977.
◄◄ | ◄ | 1974. | 1975. | 1976. | 1977.  | 1978. | 1979. | 1980. | ► | ►►
Arhitektura • Astronautika • Astronomija • Biologija • Film • Fotografija • Glazba • Kazalište • Kemija • Kiparstvo • Knjige • Književnost • Kršćanstvo • Meteorologija • Medicina • Planinarstvo • Politika • Pravo • Promet • Slikarstvo • Strip • Šport • Televizija • Znanost • Zrakoplovstvo • Željeznički promet
Šport u 1977.

## Svijet

### Natjecanja

#### Kontinentska natjecanja

##### Europska natjecanja
- Od 14. do 21. kolovoza – Europsko prvenstvo u vaterpolu u Jönköpingu u Švedskoj: prvak Mađarska
- Od 15. do 24. rujna – Europsko prvenstvo u košarci u Belgiji: prvak SFRJ. Hrvatski igrači koji su igrali za reprezentaciju Jugoslavije su bili Krešimir Ćosić, Vinko Jelovac, Željko Jerkov i Duje Krstulović.

## Vanjske poveznice
|  | Zajednički poslužitelj ima još gradiva o temi Šport u 1977. |